# Mr. Bow
Salvador Pedro Maiaze (Manjacaze, 30 de abril de 1982), mais conhecido como Mr. Bow ou mesmo Bawito é um cantor, empresário e produtor moçambicano.

## Biografia
Salvador Pedro Maiaze, popularmente conhecido por Mr. Bow ou mesmo Bawito, nasceu no dia 30 de Abril de 1982 no distrito de Manjacaze, província de Gaza.
Mr. Bow inspira-se nos seus pais, pois, foram eles que o incentivaram a correr atrás dos seus sonhos ao descobrirem que ele tinha uma enorme paixão pela arte, mais especificamente à música.
A paixão pela música começou desde pequeno, começando a dar os seus primeiros passos no mundo da música nos concursos do seu bairro, concursos esses que eram realizados nas discotecas, R. Kelly, Backstreet Boys, Tyrese e Joe eram os músicos em que o Mr. Bow se inspirava durante os concursos. Também fez parte de grupos de hip-hop sendo conhecido como Mc Bow.
Mr. Bow saiu da sua terra natal (Manjacaze) para Xai-Xai em 1999, com o propósito de trabalhar e estudar. Em 2001 viajou para a capital moçambicana, onde acabou residindo definitivamente.
Já em Maputo, Mr. Bow muda radicalmente de género habitual “Hip-Hop” para “R&B” “Soul” e “Zouk”. A música intitulada “Leicha” foi a que ganhou destaque na época.[carece de fontes?]

## Carreira
2007-08: Meu Sonho
Em 2007 foi convidado para fazer parte do grupo musical N'estúdio, que no ano seguinte lançou o seu primeiro álbum intitulado Meu Sonho. Deste fazem parte as músicas: (Anah Gwenty com a participação do músico Denny OG e Tchova Xita Duma com o músico Tabasily,  que os laçam como referência na música moçambicana.[carece de fontes?]
Em 2010 o grupo lançou o seu segundo álbum intitulado “Kota de Família”, título este que serviu de alcunha para o próprio Mr. Bow até os dias que correm. Segundo Mr. Bow, o álbum revolucionou totalmente a Marrabenta, tirando a ideia de que somente os “Imbondeiros” podiam ser considerados reis da Marrabenta, depois de ter ganho o título de melhor álbum.[carece de fontes?]
No concurso de música moçambicana “Ngoma Moçambique 2011-2012”, foi destacado na categoria de música mais popular e o prémio de melhor música ligeira no MMA. Sublinhe-se que os prémios acima citados foram arrecadados com a música “Nitati Dlaya”.[carece de fontes?]
Em 2012 lançou o álbum “Sinal de Vitória” com sucesso, tendo como destaque as músicas Laurinda e Sinal de Victória.[carece de fontes?]
Em 2013 o “Kota de família” lançou o álbum “O Melhor de Mim”. Este álbum levou Mr. Bow a vencer mais uma vez o concurso de música moçambicana, “Ngoma Moçambique 2013-2014” nas categorias de música mais popular com o tema “Bawito”.
Mr. Bow já participou em inúmeros eventos de grande gabarito, como os seguintes: FDC (campanhas em projectos); FACIM (abertura da feira anual); Conselho Municipal (festivais e aniversário das nossas cidades); Mcel e Vodacom- (activações); Embaixada dos EUA (campanhas de SIDA e fome); Banco de Moçambique (festas de lançamento de projectos); Orfanatos (visitas e palestras sobre métodos de prevenção e cuidados contra o HIV-SIDA) e MTN (festival sul-africano sobre o patrocínio da empresa de telefonia móvel MTN).[carece de fontes?]
Actualmente para além de cantar é proprietário e director-geral de uma agência de publicidade e marketing,  a V&Pro Mozambique.[carece de fontes?]

## Vida pessoal
Filho de Pedro Maiaze e de Roda Langa, Mr. Bow é casado com a cantora moçambicana Liloca com quem tem uma filha chamada Princess Dior. Ao todo Mr. Bow é pai de quatro filhas.[carece de fontes?]

## Discografia
Álbuns:
- Meu Sonho (2007)
- Kota de Família (2010)
- Sinal de Vitória (2012)
- O Melhor de Mim (2013)
- Mr. Romantic (2017)
- Story Of My Life (2020)

### EP´s
- Não Falha Nada (2016)

### Singles
| Ano  | Título        | Álbum          |
| ---- | ------------- | -------------- |
| 2017 | i’m ready     | Mr. Romantic   |
| 2017 | Guilhermina   | Mr. Romantic   |
| 2017 | Akuna Munwane | Mr. Romantic   |
| 2016 | Massinguitane | Não Falha Nada |

## Prémios e indicações
| Ano  | Prémios                       | Categoria                | Trabalho Nomeado | Resultado |
| ---- | ----------------------------- | ------------------------ | ---------------- | --------- |
| 2012 | Mozambique Music Awards (MMA) | Melhor Música Ligeira    | "Nitati Dlaya"   | Venceu    |
| 2014 | Ngoma Moçambique              | Música Mais Popular      | "Bawito"         | Venceu    |
| 2016 | Ngoma Moçambique              | Música Mais Popular      |                  | Venceu    |
| 2015 | Mozambique Music Awards (MMA) | Melhor Artista Masculino | Mr. Bow          |           |
| 2015 | Mozambique Music Awards (MMA) | Música Mais Popular      | Massinguitane    |           |
| 2015 | Mozambique Music Awards (MMA) | Artista Mais Popular     | Mr. Bow          |           |